# Shirley Ann
Shirley Ann, eg. Anne Sanderwall, född 19 mars 1948, var en sångerska som kom ut med sin första skiva 1965 och den fick en uppföljare 1966, varefter hon drog sig tillbaka från musiklivet, har sedan bott bland annat i USA.

## Diskografi
Singlar
- 1965 – "You've Lost That Lovin' Geeling" / "There But for Fortune"
- 1965 – "The Art of Love" / "You're Gonna Be Mine"
- 1966 – "Om och om igen" / "Plaisir d'Amour"